# Vanilla Fudge
Vanilla Fudge — американская психоделик-рок-группа, которая записывала альбомы с 1967 по 1970 годы. Её участниками были органист и вокалист Марк Стейн, басист Тим Богерт, гитарист Винс Мартелл и ударник Кармайн Аппис.
У них было несколько хитов, самый известный — «You Keep Me Hangin' On» — хард-роковая кавер-версия песни группы The Supremes, которая особенно ярко демонстрирует энергичный стиль Эпписа. Другой их хит, «Take Me for a Little While», был создан совсем в другом, лирическом, стиле.
Участники Vanilla Fudge были большими почитателями The Beatles и записали несколько кавер-версий на их песни, включая «Ticket to Ride», «You Can’t Do That» и «Eleanor Rigby», которые понравились самим битлам.
Исполненная ими песня «Bang Bang (My Baby Shot Me Down)» входит в саундтрек к фильму 2007 года «Зодиак».
15 октября 2006 года они были приняты в музыкальный зал славы Лонг-Айленда, вместе с Билли Джоэлом и Джоан Джетт.

## Состав
- Кармайн Аппис (Carmine Appice) — ударные, вокал
- Тим Богерт (Tim Bogert) — бас, вокал
- Винс Мэртелл (Vince Martell) — гитара, вокал
- Марк Стейн (Mark Stein) — главный вокал, клавиши

## Альбомы
- 1967 — Vanilla Fudge
- 1968 — The Beat Goes On
- 1968 — Renaissance
- 1969 — Near the Beginning
- 1970 — Rock & Roll

- 1984 — Mystery

- 2002 — The Return / Then and Now
- 2007 — Out Through the in Door
- 2015 — Spirit of '67